# Johann Leopold Zillmann

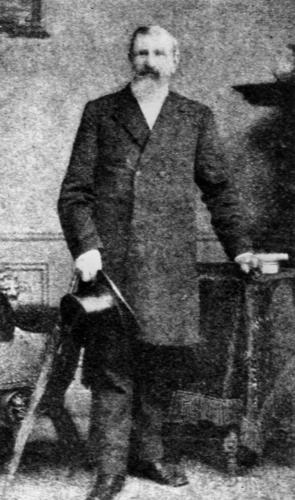
Johann Leopold Zillmann

Johann Leopold Zillmann (* 1813 in Neu-Ulm; † 1892) war ein deutscher Missionar in Australien.
Geboren in Neu-Ulm und Schmied von Beruf, trat er der Zion Hill Mission von Carl Wilhelm Schmidt und Christopher Eipper bei. Er kam 1841 mit seiner Frau Clara (geb. 1817), einer Berliner Lehrerin, in Moreton Bay an. Nachdem die Mission geschlossen worden war, blieb Zillmann in der Gegend und wandte sich der Landwirtschaft zu.
Die Zion Hill Mission ist jetzt der Stadtteil Nundah von Brisbane. Der Brisbaner Stadtteil Zillmere wurde nach Zillmann benannt, ebenso die Zillman Waterholes und die Zillman Road in Brisbane.